# 343 ق م
343 ق م أو 343 قبل الميلاد هي سنة من العقد 34 ق م في التقويم اليولياني البروليبتي (التقويم الميلادي). تسبقها سنة 344 ق م وتليها سنة 342 ق م.

## أحداث
- أردشير الثالث الأخميني يقود حملة على مصر.
- نهاية حكم الأسرة المصرية الثلاثون.
- أردشير الثالث الأخميني يؤسس لحكم الأسرة المصرية الحادية والثلاثون.
- بداية الحرب سامنية الأولى بين الجمهورية الرومانية المبكرة وقبائل سامنيوم.

## مواليد
- تشاندراغبت موريا مؤسس الإمبراطورية الماورية.
- كيو يوان شاعر صيني.
- فيليتاريوس مؤسس حكم الأسرة الأتالية.[5]

## وفيات
- نخت انبو الثاني
- ديونيسيوس الثاني، حاكم سرقوسة.[6]

## كتب
- Yves Denis Papin (1998). Chronologie de l'histoire ancienne. Lieu de publication non identifié: Éditions Jean-paul Gisserot. ISBN:2-87747-346-5. OCLC:40746926. مؤرشف من الأصل في 2022-03-16.
- أحمد محمد عوف (2000)، موسوعة حضارة العالم، QID:Q12246226

## وصلات خارجية
- صفحة السنة على موقع onthisday.com
- سنة 343 ق م على موقع المكتبة الوطنية الفرنسية